# Myotis nesopolus
Myotis nesopolus es una especie de murciélago de la familia Vespertilionidae.

## Distribución geográfica
Se encuentra en Colombia, Antillas Neerlandesas y  Venezuela.